# Czerniczyn (gromada)
Czerniczyn – dawna gromada, czyli najmniejsza jednostka podziału terytorialnego Polskiej Rzeczypospolitej Ludowej w latach 1954–1972.
Gromady, z gromadzkimi radami narodowymi (GRN) jako organami władzy najniższego stopnia na wsi, funkcjonowały od reformy reorganizującej administrację wiejską przeprowadzonej jesienią 1954 do momentu ich zniesienia z dniem 1 stycznia 1973, tym samym wypierając organizację gminną w latach 1954–1972.
Gromadę Czerniczyn z siedzibą GRN w Czerniczynie utworzono – jako jedną z 8759 gromad na obszarze Polski – w powiecie hrubieszowskim w woj. lubelskim na mocy uchwały nr 8 WRN w Lublinie z dnia 5 października 1954. W skład jednostki weszły obszary dotychczasowych gromad Czerniczyn, Dąbrowa, Masłomęcz i Metelin ze zniesionej gminy Mieniany w tymże powiecie. Dla gromady ustalono 15 członków gromadzkiej rady narodowej.
1 stycznia 1960 do gromady Czerniczyn włączono obszar zniesionej gromady Kozodawy w tymże powiecie.
1 stycznia 1962 do gromady Czerniczyn włączono wieś i kolonię Gródek ze zniesionej gromady Teptiuków, a także wsie Czumów i Ślipcze oraz kolonię Wołynka ze zniesionej gromady Ślipcze w tymże powiecie.
1 stycznia 1969 do gromady Czerniczyn włączono wsie Wolica i Brodzica ze zniesionej gromady Gozdów w tymże powiecie.
Gromada przetrwała do końca 1972 roku, czyli do kolejnej reformy gminnej.